# Tuhovec
Tuhovec is een plaats in de gemeente Varaždinske Toplice in de Kroatische provincie Varaždin. De plaats telt 754 inwoners (2001).